# Parafia św. Stanisława Biskupa Męczennika w Pławnie
Parafia Świętego Stanisława Biskupa Męczennika w Pławnie – parafia rzymskokatolicka w Pławnie. Należy do Dekanatu Gidle archidiecezji częstochowskiej. Została utworzona 26 maja 1613 roku. Parafię prowadzą księża diecezjalni.